# 5センチ。
「5センチ。」（ゴセンチ）は、日本の音楽デュオ・WaTのメジャー2作目（通算3作目）のシングル。

## 概要
- 前作「僕のキモチ」から約2ヶ月ぶり、アルバム『卒業TIME〜僕らのはじまり〜』からの先行シングル。
- 完全限定生産盤と通常盤の2形態で発売された。完全限定生産盤は音楽業界初の紙製のLPサイズによる「でかジャケ盤」と銘打った仕様となっていた[1]。
- オリコンチャート初登場2位を獲得し、2作連続のトップ3入りを果たした。また、初動売上は前作を上回っている[2]。
- 今作でNHK総合テレビジョン『第57回NHK紅白歌合戦』に出場した。

## 収録曲
1. 5センチ。
作詞・作曲：WaT
編曲：華原大輔
2. 僕らの居場所
作詞：WaT
作曲：WaT、田中直樹
編曲：WaT、前嶋康明
3. 5センチ。 (Instrumental)
作曲：WaT
編曲：華原大輔
表題曲のインストゥルメンタルバージョン。
4. 僕らの居場所 (Instrumental)
作曲：WaT、田中直樹
編曲：WaT、前嶋康明
カップリング曲のインストゥルメンタルバージョン。

## 参加ミュージシャン
WaT
- ウエンツ瑛士：Vocal & Chorus (#1,2)、Electric Guitar (#2,4)
- 小池徹平：Vocal & Chorus (#1,2)、Acoustic Guitar & Blues Harp (全曲)

Support Musician
- 田代衛：Electric Guitar & Acoustic Guitar (全曲)
- 前嶋康明：Keyboards & Programming (#2,4)
- 加藤直史：Drums (全曲)
- 華原大輔：Bass (全曲)、Programming (#1,3)
- 園田凌士：Chorus (#1)

## 収録アルバム
- 卒業TIME〜僕らのはじまり〜 (#1)
- WaT Collection (#1,2)
- 卒業BEST (#1)